# 阿格村
阿格村（匈牙利語：Ágfalva）是匈牙利杰尔-莫雄-肖普朗州所辖的一个村。总面积13.08平方公里，总人口2125，人口密度162.5人/平方公里（2011年1月1日）。